# Арина (тауншип, Миннесота)
Арина (англ. Arena) — тауншип в округе Лак-ки-Парл, Миннесота, США. На 2000 год его население составило 153 человека.

## География
По данным Бюро переписи населения США площадь тауншипа составляет 96,1 км², из которых 95,1 км² занимает суша, а 1,0 км² — вода (1,05 %).

## Демография
По данным переписи населения 2000 года здесь находились 153 человека, 56 домохозяйств и 42 семьи. Плотность населения —  1,6 чел./км². На территории тауншипа расположено 60 построек со средней плотностью 0,6 построек на один квадратный километр. Расовый состав населения: 99,35 % белых и 0,65 % афроамериканцев.
Из 56 домохозяйств в 42,9 % воспитывались дети до 18 лет, в 67,9 % проживали супружеские пары, в 1,8 % проживали незамужние женщины и в 25,0 % домохозяйств проживали несемейные люди. 17,9 % домохозяйств состояли из одного человека, при том 10,7 % из — одиноких пожилых людей старше 65 лет. Средний размер домохозяйства — 2,73, а семьи — 3,19 человека.
30,7 % населения — младше 18 лет, 7,8 % — в возрасте от 18 до 24 лет, 23,5 % — от 25 до 44, 27,5 % — от 45 до 64, и 10,5 % — старше 65 лет. Средний возраст — 37 лет. На каждые 100 женщин приходилось 131,8 мужчин. На каждые 100 женщин старше 18 приходилось 116,3 мужчин.
Средний годовой доход домохозяйства составлял 42 813 долларов, а средний годовой доход семьи —  46 250 долларов. Средний доход мужчин —  23 750  долларов, в то время как у женщин — 20 000. Доход на душу населения составил 15 697 долларов. За чертой бедности находились 7,1 % семей и 8,6 % всего населения тауншипа.